# Skellington
Skellington è il quinto album di Julian Cope, co-prodotto dalla Zippo Records e dalla CopeCo (primo marchio dello stesso Cope) nel 1989.

## Tracce
Lato A
1. Doomed
2. Beaver
3. Me & Jimmy Jones
4. Robert Mitchum
5. Out Of My Mind On Dope & Speed
6. Don't Crash Here
7. Everything Playing At Once

Lato B
1. Little Donkey
2. Great White Wonder
3. Incredibly Ugly Girl
4. No How, No Why, No Way, No Where, No When
5. Commin' Soon